# Denis Olivennes
Pour les articles homonymes, voir Olivennes.
Denis Olivennes, né le 18 octobre 1960 dans le 16e arrondissement de Paris, est un haut fonctionnaire, chef d'entreprise et essayiste français. Il fut directeur général adjoint chargé des affaires sociales d'Air France, président de Numericable, directeur général de Canal+, président-directeur général de la Fnac, du Nouvel Observateur puis celui d'Europe 1 et de Lagardère Active, président du conseil de surveillance de CMI France. De juin 2020 à 2022, Denis Olivennes est cogérant du quotidien français Libération. Le 15 novembre 2023, il devient président d'Editis.

## Biographie

### Famille et vie privée
Denis Olivennes est né le 18 octobre 1960 à Paris. Il est issu d'une famille juive allemande. Son père Armand Olivennes « de son vrai nom Olievenstein », est psychiatre et poète. Sa mère Maria est psychanalyste. Denis Olivennes grandit dans une famille « bourgeoise » au sein d'une fratrie de trois garçons. Son plus jeune frère Frédéric dirige un temps Radio Classique avant de devenir le directeur général du groupe Audiens.
Son frère aîné, François Olivennes, est médecin et professeur renommé en gynécologie et en obstétrique. Le deuxième frère de son père est Claude Olievenstein, psychanalyste et médecin spécialisé en toxicomanie.
Divorcé d'Angélique Berès, fille de Pierre Berès, Denis Olivennes est le compagnon de l'ex-mannequin Inès de La Fressange. Il est le père de Benjamin Olivennes, normalien (promotion 2009), de Simon Olivennes, également normalien (promotion 2013), président de la section du Parti socialiste de l'ENS, et de Paul Olivennes, élève de l'ESCP (promotion 2018).

### Jeunesse et études
À 15 ans, il est membre d'un groupuscule d'extrême gauche proche de la LCR (Ligue communiste révolutionnaire), dans ce qu'on appelle les comités rouges. Il devient plus tard membre du CERES, classé à l'aile gauche du Parti socialiste, puis se rapproche de Laurent Fabius,,.
Ancien élève de l'École normale supérieure de Saint-Cloud (1980 L), il est agrégé de lettres modernes, diplômé de l'IEP de Paris (1985, section Service Public) et ancien élève de l'ENA (promotion Michel de Montaigne, 1986-1988).

### Carrière professionnelle

#### Un conseiller ministériel
Denis Olivennes commence sa carrière en tant qu'auditeur à la Cour des comptes, avant de devenir en 1992 le conseiller du ministre de l'économie et des finances, puis du Premier ministre Pierre Bérégovoy. En 1993, il rejoint le groupe Air France, dont il deviendra secrétaire général. Il intègre la promotion 1996 des « Young Leaders » de la French-American Foundation. Il quitte Air France en 1997 et devient président-directeur général de CGV,,. Il collabore dans le même temps à la Fondation Saint-Simon, qui réunit alors dirigeants d'entreprises, politiciens et hauts fonctionnaires afin de promouvoir les idées libérales.
Le ministre de l’Économie et des Finances Laurent Fabius lui propose en mars 2000 la fonction de directeur de cabinet mais il décline l'offre.

#### Un chef d'entreprise
En juin 2000, il est nommé président de Canal+ France après en avoir été le directeur général. Puis, percevant une indemnité de départ s'élevant à 3,2 millions d'euros, il rejoint le groupe PPR (renommé Kering) en tant que directeur général distribution en 2002, puis est nommé en 2003 à la tête du groupe Fnac en tant que président-directeur général. À la tête de l’entreprise il mène plusieurs chantiers, initiant notamment l’ouverture des magasins Fnac en périphérie des grandes agglomérations et développe le site fnac.com. En 2007, la Fnac réalise un de ses meilleurs exercices financiers depuis 10 ans.
Patron de la Fnac, il a organisé en 2007 un stage pour Pierre, le fils aîné de Nicolas Sarkozy, intégré sous une fausse identité. Toujours en 2007, Nicolas Sarkozy lui confie une mission qui produit le rapport Olivennes, remis à la ministre de la Culture Christine Albanel, sur l'offre culturelle et la lutte contre le partage illégal sur internet,,. Le rapport, à l'origine du projet de loi Hadopi, a suscité quelques fortes critiques  à l'Assemblée nationale le 23 novembre 2007 en particulier de la part de Christian Paul, député PS de la Nièvre. L'association de consommateurs UFC-Que Choisir, quant à elle, dénonce « la surenchère répressive ».

#### Directeur duNouvel Observateur
En mars 2008, Denis Olivennes quitte la Fnac et le groupe Kering pour rejoindre Le Nouvel Observateur en tant que directeur général délégué et directeur de la publication,,. Il est alors décrit par Le Monde comme le « fils chéri de la gauche bobo ».

#### Un dirigeant du groupe Lagardère
Fin 2010, il quitte le magazine pour succéder à Alexandre Bompard à la tête d'Europe 1,. Au sein du groupe Lagardère, il est président-directeur général d'Europe 1 et responsable du pôle d'information de Lagardère Active (Paris-Match, JDD, Newsweb). Le 7 novembre 2011, il est nommé président de Lagardère Active,. Les résultats 2015 redressent la rentabilité de Lagardère Active et permettent à Olivennes de continuer la mue du groupe en poursuivant le rapprochement entre le JDD et Europe 1,.
En mars 2017, Arnaud Lagardère fait part de l'augmentation de la rentabilité de Lagardère Active pour l'exercice 2016. En avril de la même année, il annonce qu'il prend la présidence de la radio pour redresser les audiences. En juillet, le groupe Lagardère annonce l'augmentation de la rentabilité de Lagardère Active au premier semestre 2017. En septembre, Denis Olivennes annonce qu'il ouvre un « nouveau cycle stratégique après un cycle de transformation réussie » qui a vu le résultat opérationnel augmenter de 21 %.
À partir de mars 2018, il conduit le processus de cession des activités de presse, de radios internationales, de numérique et de télévision par le Groupe Lagardère, « mené en un semestre et qui devrait rapporter un montant de 400 millions d'euros, conforme à ce que le vendeur espérait ».
En mai 2018, devant les parlementaires de la mission d'information sur une nouvelle régulation de la communication à l'ère numérique de l'Assemblée nationale, Denis Olivennes a rappelé qu'en dépit d'une perte de 12 % de son chiffre d'affaires entre 2012 et aujourd'hui, essentiellement dans la presse, Lagardère Active a vu sa rentabilité opérationnelle gagner 40 % et son chiffre d'affaires à l'international grimper à près de 40 %.
En juillet 2018, dans un article du Figaro, Denis Olivennes révèle son prochain départ de Lagardère Active et dresse le bilan de son action en disant qu'entre 2012 et 2017, hors Europe 1, le résultat opérationnel a augmenté de 40 %.

#### Président du groupe C.M.I. France
En janvier 2019, annonce de la nomination de Denis Olivennes à la présidence non-exécutive le groupe CMI France, le regroupement de médias de Daniel Kretinsky qui compte neuf titres (Marianne ainsi que les huit publications rachetées à Lagardère Active). 
En février 2019, le montant de la vente de Lagardère Active est connu : 1 milliard d'euros, « le double de la valorisation estimée par les analystes » rapporte Challenges. Dans une interview accordée à L'Express, Denis Olivennes rappelle : « quand je suis arrivé à Europe 1, elle était la troisième radio généraliste et la quatrième radio nationale, on était à 8,9 points d'audience. Quand j'ai quitté Europe 1, elle était la troisième généraliste et la quatrième nationale, à 8,1 points. Aujourd'hui, elle est à 6,4 points, sixième radio généraliste, huitième ou neuvième radio nationale ».
En 2021, avec Jean-François Kahn, Denis Olivennes a l'idée de créer, dans CMI France, le magazine Franc-Tireur et d'en confier la direction à Caroline Fourest et Raphaël Enthoven. L'hebdomadaire est salué comme un succès et atteint une diffusion de 60 000 exemplaires.
En avril 2022, il annonce que CMI va vendre le journal Marianne confirmant un « hiatus entre les aspirations de l'actionnaire europhile et la ligne éditoriale souverainiste » Il a précisé que quatre conditions devaient être remplie pour que la cession soit validée : « La ligne éditoriale doit être sanctuarisée, l'indépendance de la rédaction garantie, la direction actuelle maintenue et le nouvel actionnaire capable de soutenir le journal ».
Le 24 juillet 2024, l’Arcom annonce ne pas renouveler les fréquences de C8 et NRJ 12 et retenir le projet de Ouest France d’une part et de CMI (Réels TV) d’autre part. Denis Olivennes avait défendu de projet devant l’Arcom le 16 juillet en compagnie de Raphaël Enthoven, Caroline Cochaux, Ava Djamshidi (directrice du magazine Elle) et Giuseppe de Marino. Dans Stratégies, Denis Olivennes précise :  nous allons « faire une télévision en trois D - documentaires, débats, divertissement - « récréativement raisonnable », qui nuise à la bêtise et arme la sagesse sans qu’on s’embête ».

#### La direction du quotidienLibération
Le 11 juin 2020, il est nommé cogérant et directeur général du quotidien français Libération. « À la suite de l'annonce de la création du FDPI (Fonds de dotation pour une presse indépendante) garantissant la stabilité et l'indépendance actionnariales de Libération, le management du titre est renforcé: Denis Olivennes est nommé DG et co-gérant de Libération. A l'issue de la création du Fonds de dotation, il prendra la présidence de Presse Indépendante SAS, société chargée du management de journal, dont il aura le contrôle opérationnel » précise un courriel envoyé aux salariés dans le journal Le Point. Dans Les Echos, ses propos devant les salariés réunis en assemblée générale sont repris : « Je remercie Patrick Drahi pour l'honneur qu'il me fait. Avec les équipes de Libération, nous allons travailler ensemble à construire l'avenir du journal, dans la fidélité à son histoire et le respect scrupuleux de ses valeurs de quotidien de gauche. »
Le 16 septembre 2020, par une majorité de 90,8 %, les journalistes de Libération approuvent la proposition de Denis Olivennes de nommer le journaliste et écrivain franco-israélien Dov Alfon directeur de la rédaction à la suite de la vacance laissée par Laurent Joffrin. Dov Alfon devient également directeur de la publication en remplacement de Denis Olivennes et cogérant du journal en compagnie de ce dernier,.
En septembre 2020, la SARL Libération passe à SAS Presse indépendante, détenue à 99,99 % par un fonds de dotation indépendant — le Fonds de dotation pour une presse indépendante (FDPI) — , et à 0,01 % par Denis Olivennes Conseil, tandis que Denis Olivennes lui-même — qui détient des actions à droit de vote préférentiel et le contrôle de SAS Presse indépendante, ainsi qu'un droit de préemption des actions du fonds en cas de cession — reste cogérant du quotidien. La question de la soi-disant indépendance du quotidien se pose alors, d'autant plus qu'Altice, la maison-mère de SFR, conserve une forte influence sur le journal. Ses cadres, Denis Olivennes y compris, sont présents à tous les étages du montage juridique qui permet de le contrôler.
Depuis le 1er novembre 2022, Denis Olivennes n'est plus Directeur Général et Co-gérant de Libération, mais Président Presse Indépendante SAS (PIsas) qui est propriétaire de Libération. Daniel Kretinsky est entré dans le Fonds de dotation pour la presse indépendante, propriétaire de Libération via PIsas, et a prêté 14 millions à Libération qui résout le financement de son développement . Il a accru son prêt en 2023.
En 2023, Libération a enregistré la plus forte hausse de diffusion de la presse quotidienne nationale.
En avril 2024, Libération annonce sur son compte X avoir franchi pour la première fois de son histoire le cap des 100 000 abonnés. En juillet de la même année, alors qu'il s'y était engagé, il signe avec la société des journalistes de Libération un accord qui accroit les droits de gouvernance des journalistes.

#### La présidence d'Editis
Le 31 octobre 2023, la Commission Européenne annonce le rachat d'Editis, deuxième groupe français d'Edition par Daniel Kretinsky. Le 15 novembre 2023, parallèlement à ses fonctions à CMI et PIsas, il prend la présidence d'Editis 2ème groupe d’édition français racheté par Daniel Kretinsky. Denis Olivennes : « Pour concurrencer Hachette, Editis devra prendre plus de risques » ,. Il nomme Catherine Lucet  comme Directrice Générale et une direction de quatre femmes . 
Devant les salariés d’Éditis, il explique en janvier 2024 qu’il va falloir « publier moins pour vendre plus ». En mars 2024, selon le Monde, « Editis réalise un coup d’éclat en recrutant Adrien Bosc. Désormais contrôlé par le milliardaire tchèque Daniel Kretinsky, le deuxième groupe d’édition français place M. Bosc à la direction de Julliard et prend le contrôle des Editions du sous-sol (auparavant dans le giron du Seuil), la maison qu’il a fondée ». En août 2024, Editis rachète les éditions Delcourt.

#### Des émissions surPublic Sénat
Christopher Baldelli, président de la Chaîne Public Sénat annonce en juillet 2022 qu’il « va confier les rênes d’une nouvelle émission littéraire hebdomadaire […] à Denis Olivennes. […] Il est agrégé, normalien et essayiste, il a dit oui tout de suite » . A la rentrée de septembre 2023, il cesse la présentation « compte tenu des « nouvelles fonctions dans le monde de l’édition » auxquelles Denis Olivennes pourrait être appelé, dans le cadre du rachat d’Editis par Vivendi, expliquait Christopher Baldelli.
Toujours sur Public Sénat, il prend en charge la présentation d’Élémentaire, un nouveau format bimensuel de 30 minutes qui « reviendra sur un fait marquant de l’actualité autour de deux invités, avec une approche non pas polémique mais pédagogique ».

### Prises de position
Le journal Le Point décrit Denis Olivennes comme « attaché aux valeurs de la gauche [et] à l'économie de marché ». Dans son essai Un étrange renoncement (2021), il prend position en faveur de politiques privilégiant la croissance économique et attaque les positions de la militante écologiste Greta Thunberg, estimant que son « monde est un cauchemar ».
En mars 2023, il signe avec Daniel Kretinsky une tribune en faveur de la régulation des plateformes numériques pour protéger la démocratie et la liberté.
Il est président du comité de soutien de la Fédération internationale des ligues des droits de l'homme (FIDH).

### Décorations
- Chevalier de la Légion d'honneur (2008)[77]
- Chevalier de l'ordre national du Mérite (2001)[78]

## Affaire judiciaire
En 2015-2016, Inès de la Fressange et Denis Olivennes sont attaqués aux prud'hommes par leur employée pour « travail dissimulé et licenciement abusif ». Le couple l'avait limogée après son refus de passer au statut d'auto-entrepreneur. En première instance, ils sont condamnés à lui verser 4 500 € d'arriérés de salaire. Ines de la Fressange fait appel.
L'affaire tombe en 2016 à la suite d'un désistement d'instance et d'action de la plaignante : « On a trouvé une solution qui a été acceptée par tout le monde », commente son avocat, Renaud Dat, après que les juges ont constaté son désistement, accepté par la partie adverse.

## Publications
- 1989 : L'Impuissance publique, avec Nicolas Baverez, éd. Calmann-Lévy  (ISBN 978-2-7021-1822-1)
- 2007 : La gratuité, c'est le vol : quand le piratage tue la culture, éd. Grasset  (ISBN 978-2-246-71891-8)
- 2018 : Mortelle transparence avec Mathias Chichportich, éditions Albin Michel  (ISBN 2226402519) Le livre ouvre un débat de société sur les effets de la société numérique, repris par les médias : RTL[81], On n'est pas couché sur France 2[82], la Matinale de France Inter[83] ou encore C Politique[84] et C à dire sur France 5[85]. Le livre est salué par la presse écrite : L'Obs[86], Les Echos[87], Le Figaro[88] ou encore Valeurs actuelles[89] qui écrit : « Comme l’expliquent [les auteurs] “un spectre hante nos démocraties : le mariage d’une idéologie qui impose de tout dire et d’une technologie qui permet de tout voir”. »
- 2019 : Le Délicieux Malheur français, éd. Albin Michel  (ISBN 9782226443007) Se demandant pourquoi la France a les dépenses sociales du Danemark et le bonheur du Mexique, le livre analyse les vices de construction du modèle français. Le livre suscite un débat relayé par Les Échos[90], Le Figaro[91], Libération[92], Le Point[93], Paris Match[94], L’Opinion[95] ou encore Challenges[96]. Il débat avec Natacha Polony dans Marianne[97], avec Marcel Gauchet dans Le Figaro Magazine[98] ou encore Éric Zemmour sur CNews[99] ; Franz-Olivier Giesbert écrit dans Le Point[100] : « Enfin du bon sens dans un monde de brutes. »
- 2021 : Un étrange renoncement, éd. Albin Michel Livre dans lequel il dénonce « la décroissance, la déconstruction et la désinnovation »[101]. Il en débat avec Fabien Roussel autour de la question de savoir si la gauche « a tourné le dos au progrès »[102]. Challenges considère que « tous ceux qui pourraient être tentés par le discours des écologistes sur la décroissance devraient lire cet essai[103]. » « Un texte qui déplaira aux adeptes de la décroissance autant qu’il plaira aux optimistes » écrit Le Point[104]. Dans Les Échos, Éric Le Boucher écrit : « Dans son dernier livre, Denis Olivennes fait l’inventaire des renoncements de la gauche[105]. »

### Articles
- 1994 : « La préférence française pour le chômage », dans Le Débat, no 82, p. 138-153
- 2018 :
  - « L'Europe ne doit pas ployer le genou devant les Gafa ! », dans Le Figaro[106]
  - « État-providence, les raisons du malheur français », dans Le Figaro[107]
  - « La colère des Gilets jaunes est bien réelle », dans Le Parisien[108]

### Rapport Olivennes
Denis Olivennes a souvent pris position pour la possibilité de vendre de la musique sans DRM, rejetant la responsabilité de leur mauvaise image et de leur échec commercial sur les maisons de disques. Cependant il s'est toujours opposé au concept de licence globale, un temps mentionnée lors du débat de préparation à la loi DADVSI en France.
Le rapport Olivennes, remis à la ministre de la Culture Christine Albanel, sur l'offre culturelle et la lutte contre le partage illégal sur internet, a suscité quelques fortes critiques à l'Assemblée nationale, le 23 novembre 2007 en particulier de la part de Christian Paul, député PS de la Nièvre.